# Keiko Nogami
Keiko Nogami (jap. 野上恵子, Nogami Keiko; * 6. Dezember 1985 in Ono) ist eine japanische Leichtathletin, die sich auf den Langstreckenlauf spezialisiert.

## Sportliche Laufbahn
Erste internationale Erfahrungen sammelte Keiko Nogami beim Gold-Coast-Marathon 2015, bei dem sie in 2:29:34 h den zweiten Platz erreichte. Im Jahr darauf wurde sie beim Osaka-Halbmarathon Dritte. 2017 gewann sie bei den Marathon-Asienmeisterschaften in Dongguan die Silbermedaille hinter der Nordkoreanerin Kim Hye-gyong. 2018 nahm sie erstmals an den Asienspielen in Jakarta teil, bei denen sie in 2:36:27 h auf ebenfalls die Silbermedaille, diesmal hinter der Bahrainerin Rose Chelimo, gewann.

## Bestleistungen
- 10.000 Meter: 32:07,70 min, 19. Mai 2018 in Kitakyūshū
- Halbmarathon: 1:11:16 h, 23. Dezember 2017 in Okayama
- Marathon: 2:26:33 h, 11. März 2018 in Nagoya